# Columnodomus microsporus
Columnodomus microsporus är en svampart som beskrevs av Petr. 1941. Columnodomus microsporus ingår i släktet Columnodomus, divisionen sporsäcksvampar och riket svampar.   Inga underarter finns listade i Catalogue of Life.